# 黑腹歧鬚鮠
黑腹歧鬚鮠為輻鰭魚綱鯰形目倒立鯰科的其中一種，為熱帶淡水魚，分布於非洲剛果河中游流域，體長可達9.6公分，棲息在底中層水域，以昆蟲、甲殼類及植物為食，生活習性不明，可做為觀賞魚。